# Blumberg
Blumberg è un comune tedesco di 10 520 abitanti, situato nel land del Baden-Württemberg.
Negli anni Settanta nel corso della riorganizzazione dei comuni del Baden-Württemberg sono stati accorpati al comune di Blumberg alcuni comuni soppressi e precisamente:
- il 1º gennaio 1971: Epfenhofen, Kommingen e Nordhalden;
- il 1º aprile 1972: Achdorf, Hondingen, Riedböhringen e Riedöschingen;
- il 1º gennaio 1975: Fützen.